# 早坂久子
早坂 久子（はやさか ひさこ、1926年（大正15年）2月12日 - 2017年（平成29年）8月11日）は、日本の劇作家である。脚本家としても活動し、日本脚本家連盟員でもあった。

## 経歴・人物
東京の生まれ。日本女子大学卒業後の1953年（昭和28年）に早川書房に入社し、同社が発行する『悲劇喜劇』の編集に携わる。これによって同雑誌の戯曲研究会に加入し、その後は自身での制作した作品を発表した。
多くの舞台の劇作に携わり、賞を受賞する。後に劇作家のみならず小説の舞台の脚本も携わり、脚本家としても活動した。

## 受賞歴
- 第6回岸田國士戯曲賞 - 1960年（昭和35年）受賞[2]。

## 手掛けた作品

### 劇作
- 『相聞』
- 『狐』
- 『雁の帰るとき』

### 脚本
- 『越前竹人形』（原作：水上勉）